# 110294 Victoriaharbour
110294 Victoriaharbour è un asteroide della fascia principale. Scoperto nel 2001, presenta un'orbita caratterizzata da un semiasse maggiore pari a 2,6774883 UA e da un'eccentricità di 0,0205387, inclinata di 13,35195° rispetto all'eclittica.